# Chemistry
Chemistry este al treilea album de studio al grupului britanic Girls Aloud. Albumul a fost lansat pe data de 5 decembrie 2005, la casa de discuri Polydor Records și a fost produs de Brian Higgins și Xenomania. Încă de la debutul său, albumul a primit critici pozitive, The Guardian, NME, și Top Of The Pops, numindu-l unul dintre cele mai bune albume lansate la finalul anului. Chemistry a devenit primul, și până astăzi singurul, album semnat Girls Aloud care să rateze top 10 al albumelor în Marea Britanie. <<Albumul Mixed Up a avut cea mai joasă clasare în acest clasament, locul #56, dar a fost lansat ca bonus CD și în ediție limitată.>>. Oricum albumul a vândut excepțional în primele săptămâni, depășind vânzările primului album de studio, primind discul de Platină. Albumul a fost lansansat și în Australia și Noua Zeelandă, fără a avea mare succes.

## Track listing & formate

### Marea Britanie & Irlanda
| #   | Titlul                 | Durata |
| --- | ---------------------- | ------ |
| 1.  | "Intro"                | 0:42   |
| 2.  | "Models"               | 3:28   |
| 3.  | "Biology"              | 3:35   |
| 4.  | "Wild Horses"          | 3:23   |
| 5.  | "See The Day"          | 4:04   |
| 6.  | "Watch Me Go"          | 4:05   |
| 7.  | "Waiting"              | 4:13   |
| 8.  | "Whole Lotta History"  | 3:47   |
| 9.  | "Long Hot Summer"      | 3:52   |
| 10. | "Swinging London Town" | 4:02   |
| 11. | "It's Magic"           | 3:52   |
| 12. | "No Regrets"           | 3:21   |
| 13. | "Racy Lacey"           | 3:06   |

### Ediție Limitată - Bonus CD
| #  | Titlul                                          | Durata |
| -- | ----------------------------------------------- | ------ |
| 1. | "I Wish It Could Be Christmas Everyday"         | 3:59   |
| 2. | "I Wanna Kiss You So (Christmas In A Nutshell)" | 3:38   |
| 3. | "Jingle Bell Rock"                              | 1:57   |
| 4. | "Not Tonight Santa"                             | 2:44   |
| 5. | "White Christmas "                              | 2:57   |
| 6. | "Count The Days"                                | 3:56   |
| 7. | "Christmas Round At Ours"                       | 3:06   |
| 8. | "Merry Xmas Everybody"                          | 3:48   |

### Australia & New Zealand
| #   | Titlul                 | Durata |
| --- | ---------------------- | ------ |
| 1.  | "Intro"                | 0:42   |
| 2.  | "Models"               | 3:28   |
| 3.  | "Biology "             | 3:35   |
| 4.  | "Wild Horses"          | 3:23   |
| 5.  | "See The Day"          | 4:04   |
| 6.  | "The Show"             | 3:36   |
| 7.  | "Watch Me Go"          | 4:05   |
| 8.  | "Waiting"              | 4:13   |
| 9.  | "Whole Lotta History"  | 3:47   |
| 10. | "Long Hot Summer"      | 3:52   |
| 11. | "Swinging London Town" | 4:02   |
| 12. | "It's Magic"           | 3:52   |
| 13. | "I'll Stand By You"    | 3:43   |

## Piese Lansate

### Long Hot Summer
Long Hot Summer a fost un hit de vară însă nu a fost o adevărată lovitură, fiind pentru prima dată când grupul a ratat top 5 în Regatul Unit și top 10 în Irlanda. Pe CD-ul promoțional a mai fost inclus ca B Side o varientă live a piesei Real Life. Cântecul a primit critici mixte, părerile fiind împărțite.
Long Hot Summer a devenit single-ul cu cea mai joasă prestație în clasamentele din Regatul Unit, până atunci, reușind doar un loc #7, vânzările din prima săptămână ridicându-se la peste 18,000 unități.

### Biology
Biology a fost văzut ca o întoarcere în top 5 pentru grup, debutând pe locul #4 în clasamentele din Regatul Unit, având vânzări de peste 25,000 de unități în prima săptămână. Single-ul a mai petrecut două săptămâni în top 10, ajungând pe locurile #5 respectiv #9. În Irlanda, Biology le-a readus pe fete în top 10, debutând pe locul #7, rezistând încă o săptămână în top 10. Vânzările totale ale single-ului se ridică la aproape 120,000 unități în UK. Single-ul a ajuns și în clasamentul din Australia, unde a debutat pe locul #26, aceasta fiind poziția maximă atinsă. Biology este ultimul single Girls Aloud care a intrat în clasamentul australian.

### See The Day
Single-ul a debutat pe locul #9 în săptămâna Crăciunului, în UK Singles Chart cu vânzări de peste 20,000 de unități. În a doua săptămână a coborât un loc, ajungând pe locul #10. See The Day petrecut un total de 15 săptămâni în UK Singles Chart (Top 200), ajungând la vânzări de peste 62,000 de unități.

### Whole Lotta History
Single-ul a fost lansat pe data de 13 martie 2006, pe CD-ul single-ului aflându-se pe lângă piesa Whole Lotta History și piesele Crazy Fool și o variantă live a cântecului Teenage Dirtbag. Piesa a primit în general critici pozitive. Un reporter pentru The Irish Times a comparat potențialul piesei cu cel al single-ului Spice Girls: 2 Become 1, care a ajuns pe locul 1 în Regatul Unit și în Irlanda. BBC Music a catalogat piesa ca fiind o baladă abundentă. Virgin Media a spus că piesa este unul din cele mai bune eforturi ale grupului, dar nu la fel de bun ca și I'll Stand By You. 
Chiar dacă nu a fost lansat oficial single-ul a fost lăsat să intre în clasament încă de pe 12 martie 2006, datorită noilor reguli ale clasamentului, care dădeau voie single-urilor să intre în clasament în duminica dinaintea lansării oficiale cu ajutorul descărcărilor digitale. În săptămâna următoare single-ul a urcat până pe locul #6, cu vânzări de peste 11,000 de unități, devenind al doisprezecelea single de top 10 consecutiv în Regatul Unit al grupului. Acesta a devenit single-ul cu cele mai mici vânzări ale grupului, cu sub 45,000 de mii de unități. În Irlanda Whole Lotta History a debutat pe locul #18, însă a coborât rapid din clasament.

## Clasamente și Certificate
| Clasament(2005)       | Poziția maximă | Certificat |
| --------------------- | -------------- | ---------- |
| UK Albums Chart       | 11             | Platină    |
| European Albums Chart | 14             |            |
| Irish Albums Chart    | 31             | Platină    |
| United World Chart    | 71             |            |